# Гурасада (комуна)
Гурасада (рум. Gurasada) — комуна у повіті Хунедоара в Румунії. До складу комуни входять такі села (дані про населення за 2002 рік):
- Бою-де-Жос (62 особи)
- Бою-де-Сус (123 особи)
- Віка (63 особи)
- Готатя (273 особи)
- Гурасада (397 осіб) — адміністративний центр комуни
- Денулешть (55 осіб)
- Кермезенешть (143 особи)
- Кимпурі-Сурдук (394 особи)
- Кимпурі-де-Сус (116 осіб)
- Рункшор (73 особи)
- Улієш (84 особи)

Комуна розташована на відстані 322 км на північний захід від Бухареста, 26 км на захід від Деви, 120 км на південний захід від Клуж-Напоки, 107 км на схід від Тімішоари.

## Населення
За даними перепису населення 2002 року у комуні проживали 1783 особи.
Національний склад населення комуни:
| Національність | Кількість осіб | Відсоток |
| -------------- | -------------- | -------- |
| румуни         | 1769           | 99,2%    |
| угорці         | 11             | 0,6%     |
| цигани         | 1              | 0,1%     |
| німці          | 1              | 0,1%     |
| болгари        | 1              | 0,1%     |

Рідною мовою назвали:
| Мова       | Кількість осіб | Відсоток |
| ---------- | -------------- | -------- |
| румунська  | 1771           | 99,3%    |
| угорська   | 10             | 0,6%     |
| німецька   | 1              | 0,1%     |
| болгарська | 1              | 0,1%     |

Склад населення комуни за віросповіданням:
| Релігія       | Кількість осіб | Відсоток |
| ------------- | -------------- | -------- |
| православні   | 1596           | 89,5%    |
| п'ятдесятники | 89             | 5,0%     |
| адвентисти    | 46             | 2,6%     |
| римо-католики | 21             | 1,2%     |
| баптисти      | 12             | 0,7%     |
| реформати     | 6              | 0,3%     |
| не релігійні  | 6              | 0,3%     |
| атеїсти       | 2              | 0,1%     |
| бретрени      | 1              | 0,1%     |